# Gerard Vrint
Gerrit Christiaan (Gerard) Vrint (Amsterdam, 21 juni 1870 – Den Haag, 20 maart 1954) was een Nederlands beeldhouwer, schilder en etser. Hij signeerde zijn werk met het monogram GVC.

## Leven en werk
Gerard Vrint was een zoon van de Amsterdamse banketbakker Gerrit Christiaan Vrint en Sophia Wilmina Kamsma. Hij studeerde aan  de Rijksakademie van beeldende kunsten. Hij maakte vooral figuren en portretten, op het doek en als sculptuur. Hij portretteerde onder meer een aantal leden van de koninklijke familie. Vrint woonde en werkte in Leiden, Den Haag, Londen, Amsterdam, Bloemendaal en vanaf 1914 in Den Haag. Hij was lid van Arti et Amicitiae en de Sint Lucas en exposeerde meerdere malen. Hij was bevriend met Abraham Hesselink, die een van de getuigen bij zijn huwelijk was.
Vrint overleed in 1954, op 83-jarige leeftijd. Een deel van zijn correspondentie en schetsboeken is opgenomen in de collectie van het RKD.

## Enkele werken
- 1912 buste van Jozef Israëls.
- 1923 buste van koningin Wilhelmina, ministerie van Koloniën, Den Haag.
- 1924 buste van koningin Emma,[5] geschenk voor koningin Wilhelmina. Een foto van het beeld werd tien jaar later gebruikt voor een boekomslag.[6]
- 1924 plaquette van J.A.H. baron van Zuylen van Nijevelt in het Gebouw voor Kunsten en Wetenschappen, Den Haag.
- 1925 buste van Jacob Adriaan Nicolaas Patijn.
- 1926 plaquette ter gelegenheid van het zilveren huwelijk van koningin Wilhelmina en prins Hendrik. Uitgegeven door De Kroniek, een gipsen exemplaar werd door het tijdschrift aangeboden aan Het Koninklijk Penningkabinet.[7]
- 1927 buste van prinses Juliana.
- 1928 portret van Henri ter Hall.
- 1937 portret van koningin Wilhelmina.
- ca. 1939 portret van prof. dr. Hendrikus Colijn, olieverfschilderij in de collectie van de Vrije Universiteit Amsterdam.

- Biografisch Portaal: 95752191
- RKD-Nederlands Instituut voor Kunstgeschiedenis: 91854